# Илинен-Лиусъярви
И́линен-Ли́усъя́рви (фин. Ylinen Liusjärvi) — озеро на территории Поросозерского сельского поселения Суоярвского района Республики Карелия.

## Общие сведения
Площадь озера — 2,3 км², площадь водосборного бассейна — 246 км². Располагается на высоте 179,1 метров над уровнем моря.
Форма озера лопастная. Берега изрезанные, каменисто-песчаные, местами заболоченные.
Из озера берёт начало река Мянтюйоки (фин. Mäntyjoki) и, далее, протекая озёра Алинен-Лиусъярви и Мянтюярви, ниже меняет название на Контиойоки, далее протекает через озеро Сури-Контиоярви, после чего, втекая в озеро Чудоярви, сообщается с рекой Тарасйоки.
С севера в озеро впадает ручей, несущий воду из озера Кивиярви.
С востока в Илинен-Лиусъярви впадает река Лиусйоки, имеющая приток Майойсенйоки.
В озере расположены пять небольших островов.
С севера от озера проходит грунтовая дорога местного значения без наименования.
Населённые пункты возле озера отсутствуют. Ближайший — посёлок Поросозеро — расположен в 23 км к востоку от озера.
Код объекта в государственном водном реестре — 01040100111102000016719.

## Панорама

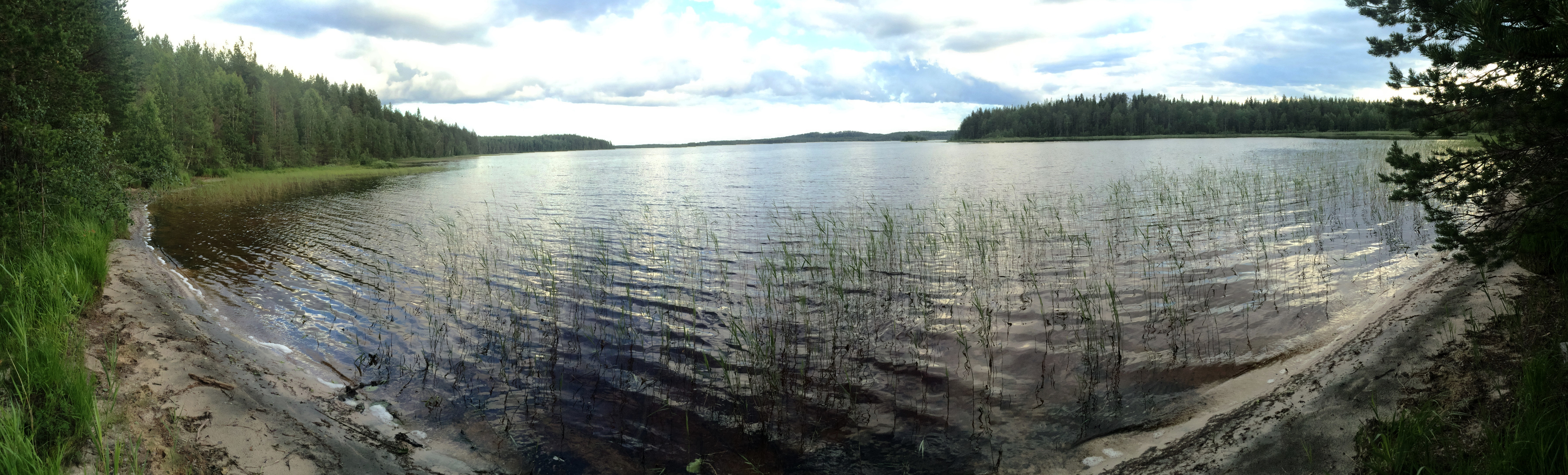
Панорама